# Arctornis ouria
Arctornis ouria är en fjärilsart som beskrevs av Collenette 1938. Arctornis ouria ingår i släktet Arctornis och familjen tofsspinnare. Inga underarter finns listade i Catalogue of Life.